# Библиотека Наг-Хаммади

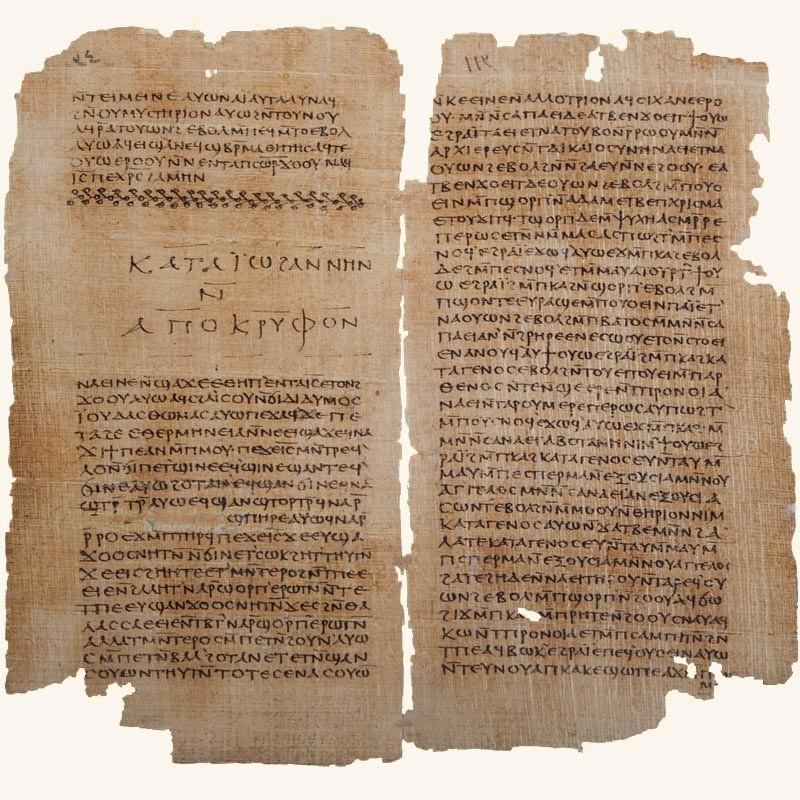
Страница с Апокрифом Иоанна, кодекс II из библиотеки Наг-Хаммади

Библиоте́ка Наг-Хамма́ди (англ. Nag Hammadi library) — собрание папирусных кодексов, обнаруженное в конце 1945 года в районе селения Наг-Хаммади (Египет). Термин «библиотека» условный, поскольку не доказано, что все кодексы изначально составляли единое книжное собрание или принадлежали одному владельцу. Библиотека включает — целиком и во фрагментах — 52 текста (с учётом повторений — 45), в том числе 3 из «Герметического корпуса», и извлечение из платоновского «Государства», но преимущественно — тексты гностического христианства в его «позднем варианте». Самый известный из этих текстов — Евангелие Фомы, найденный в целостном виде. 37 текстов являются уникальными, остальные известны по цитированиям, переводам на другие языки или упоминаниям у Отцов Церкви. Содержание библиотеки Наг-Хаммади существенно изменило научные представления о раннем христианстве, и его взаимосвязях с гностицизмом и манихейством, и стало одним из величайших папирологических открытий XX века (наряду с Кумранскими рукописями, Папирусами Бодмера и Берлинским гностическим кодексом).
Тексты написаны на коптском языке, разговорном языке эллинистического и римско-византийского Египта, и являются переводами с греческого. Кодексы были изготовлены примерно в начале IV века н. э., но сами тексты датируются гораздо более ранним сроком: I—III веками н. э. По предположению Джеймса Робинсона, кодексы принадлежали монахам из первого христианского монастыря, основанного Пахомием Великим. На это указывают письма сподвижников Пахомия, из которых были изготовлены обложки кодексов; место, где найдена библиотека, находится всего в нескольких километрах от монастыря; время захоронения кодексов (конец IV века) совпадает с указом александрийского архиепископа св. Афанасия I Великого об уничтожении неканонических текстов.
В 1966 году в Институте античности и христианства в Клермонте был создан The Coptic Gnostic Library Project под руководством Джеймса Робинсона, который должен был осуществить полное факсимильное издание Библиотеки и в дальнейшем осуществлять исследование, перевод и публикацию текстов. Эта же группа в 1978 году успешно решила проблему консервации всех кодексов. В 1972—1984 годах вышло полное репродуцированное издание (Лейден, издательство E. J. Brill), а в 1977 году — первое издание перевода всех текстов на английский язык, из которого в дальнейшем образовалась серия The Coptic Gnostic Library. Ввиду близости содержания Библиотеки Наг-Хаммади и Берлинского кодекса 8502, их тексты в западной историографии печатаются совместно.

## Состав библиотеки
Находки в Наг-Хаммади включают 12 относительно целых кодексов и 8 листов из 13-го кодекса. Общий объём кодексов, судя по сигнатурам, должен был составлять 1240 страниц, из которых сохранилось 1155. Точно можно оценить, что из кодекса XII была потеряна 51 страница. Первый из кодексов был незаконно вывезен из Египта, но затем возвращён. Временно он принадлежал К. Г. Юнгу, по имени которого именуется Jung Codex. Книги хранятся в Каирском Коптском музее (инвентарные номера: NOS 4851, 10544 — 10555, 10589, 11597 и 11640). В 1978 году после консервации они были помещены в два специально построенных хранилища в расшитом виде, каждый лист — в отдельном футляре из двух пластин плексигласа. Лист из Кодекса III (страницы 145—146) хранится в библиотеке Бейнеке Йельского университета, а обложка и картонаж Кодекса I — в Институте античности и христианства в Клермонте; этот исследовательский центр координирует всю издательскую и научную деятельность по Библиотеке.

### Список кодексов и текстов
В приведённой таблице русское название, жанровое определение и краткое резюме даётся по А. Л. Хосроеву, аббревиатуры — по сводному изданию The Coptic gnostic library.
| Номер трактата общий | Кодекс                | Номер трактата в кодексе | Название трактата                                   | Страницы     | Сокращённое наименование по-английски | Содержание |
| -------------------- | --------------------- | ------------------------ | --------------------------------------------------- | ------------ | ------------------------------------- | --- |
| 01                   | NHC-I («Кодекс Юнга») | 1                        | Молитва апостола Павла                              | (2)          | Pr. Paul                              | Текст переписан на форзаце, две строки утрачены, заглавие на греческом языке. |
| 02                   | NHC-I («Кодекс Юнга») | 2                        | Апокриф Иакова                                      | 1—16         | Ap. Jas.                              | Название условное — по содержанию текста, имеющего форму послания Иакова адресату, имя которого не читается. Большая часть текста — диалог Иисуса с неназванными апостолами, сочетающего форму апокалипсиса и проповеди. |
| 03                   | NHC-I («Кодекс Юнга») | 3                        | Евангелие Истины                                    | 16—43        | Gos. Truth                            | Название дано условно по начальным словам текста. Не связано с новозаветными Евангелиями, представляет собой рассуждение о спасительной деятельности Христа, чей автор стремился прояснить сущность Евангелия. |
| 04                   | NHC-I («Кодекс Юнга») | 4                        | Трактат о Воскресении (Послание к Регину)           | 43—50        | Treat Res.                            | Догматический трактат в форме послания учителя ученику, — некоему Регину, в котором адресант излагает своё понимание воскресения. |
| 05                   | NHC-I («Кодекс Юнга») | 5                        | Трёхчастный трактат                                 | 51—140       | Tri. Trac.                            | Название дано издателями. Систематическое изложение гностического учения о сотворении и устройстве Вселенной. |
| 06                   | NHC-II                | 1                        | Апокриф Иоанна                                      | 1—32         | Ap. John                              | Текст в пространной версии, первый из трёх, представленный в Библиотеке. Содержательно — откровение в форме вопросов и ответов, переданное Иисусом апостолу Иоанну. |
| 07                   | NHC-II                | 2                        | Евангелие от Фомы                                   | 32—51        | Gos. Thom.                            | Собрание изречений Иисуса, тайно переданных апостолам. Часть речений известна из канонических Евангелий. В тексте не упоминаются жизнь, смерть и воскресение Иисуса; то есть собственно евангельским он не является. Этот текст позволил отождествить известные с начала XX века три греческих папируса аналогичного содержания (Рар. Ох. 1, Рар. Ох. 654, Рар. Ох. 655). |
| 08                   | NHC-II                | 3                        | Евангелие от Филиппа                                | 51—86        | Gos. Phil.                            | Как и предыдущее, не содержит сюжетного повествования. Сборник пространных и кратких рассуждений на богословско-этические темы. |
| 09                   | NHC-II                | 4                        | Ипостась архонтов                                   | 86—97        | Hyp. Arch.                            | Название в конце текста. Содержательно он посвящён сотворению человека и мира с мифологической точки зрения. |
| 10                   | NHC-II                | 5                        | Трактат о происхождении мира (Трактат без названия) | 97—127       | Orig. World                           | Название дано издателями. Систематическое изложение мифологической картины мира. |
| 11                   | NHC-II                | 6                        | Толкование о душе                                   | 127—137      | Exeg. Soul                            | Трактат о падении и воскресении человеческой души. Единственный представитель жанра толкования в библиотеке. |
| 12                   | NHC-II                | 7                        | Книга Фомы Атлета                                   | 138—145      | Thom. Cont.                           | Название дано в конце текста. Диалог воскресшего Иисуса с апостолом Фомой о познании и истине, записанный апостолом Матфеем. |
| 13                   | NHC-III               | 1                        | Апокриф Иоанна                                      | 1—40         | Ap. John                              | Краткая версия. |
| 14                   | NHC-III               | 2                        | Евангелие от Египтян                                | 40—69        | Gos. Eg.                              | Одна из двух редакций текста, имеющего заглавие в конце. Сочинение начинается словами: «Святая книга великого, невидимого Духа». Авторство его приписано библейскому Сифу. Мифологическое предание на космогонические и сотериологические темы. |
| 15                   | NHC-III               | 3                        | Послание блаженного Евгноста                        | 70—90        | Eugnostos                             | Одна из двух версий текста. Трактат о гностическом устройстве мира в форме послания учителя (Евгноста) ученикам. |
| 16                   | NHC-III               | 4                        | Премудрость Иисуса Христа                           | 90—119       | Soph. Jes. Chr.                       | Откровение в форме вопросов и ответов, данных воскресшим Христом своим апостолам. Вторичный текст по отношению к предыдущему, речи Иисуса дословно передают рассуждения Евгноста. Редкий случай, отчётливо демонстрирующий христианизацию нехристианского памятника. |
| 17                   | NHC-III               | 5                        | Диалог Спасителя                                    | 120—149      | Dial. Sav.                            | Название указано в начале и конце трактата. Содержательно — беседы Иисуса с апостолами и Марией Магдалиной о путях к спасению. |
| 18                   | NHC-IV                | 1                        | Апокриф Иоанна                                      | 1—49         | Ap. John                              | Вторая пространная версия. |
| 19                   | NHC-IV                | 2                        | Евангелие от Египтян                                | 50—81        | Gos. Eg.                              | Второй экземпляр. |
| 20                   | NHC-V                 | 1                        | Послание блаженного Евгноста                        | 1—17         | Eugnostos                             | Второй экземпляр текста. |
| 21                   | NHC-V                 | 2                        | Апокалипсис Павла                                   | 17—24        | Apoc. Paul.                           | Текст отталкивается от 2Кор. 12:2-4 и повествует о путешествии и видениях апостола от четвёртого неба до десятого. |
| 22                   | NHC-V                 | 3                        | Первый апокалипсис Иакова                           | 24—44        | 1 Ap. Jas.                            | Диалог о тайном учении, которое преподал Иисус Иакову сначала до Своей смерти, затем после воскресения. |
| 23                   | NHC-V                 | 4                        | Второй апокалипсис Иакова                           | 44—63        | 2 Ap. Jas.                            | Оригинальное название то же, что у предыдущего текста. Сочинение имеет сложную композицию: включает речи Иакова перед иудеями о величии Иисуса и завершается мученичеством Иакова. |
| 24                   | NHC-V                 | 5                        | Апокалипсис Адама                                   | 63—85        | Apoc. Adam                            | Откровение о потопе и будущей судьбе мира, которое Адам получил от Бога и передал своему сыну Сифу. Текст не содержит ничего специфически христианского. |
| 25                   | NHC-VI                | 1                        | Деяния Петра и двенадцати Апостолов                 | 1—12         | Acts Pet. 12 Apost.                   | Единственный представитель жанра деяний в библиотеке. Рассказ (от лица Петра) о путешествии апостолов в некий город и встрече их с Иисусом, принявшем вид продавца драгоценных камней Литаргоила. |
| 26                   | NHC-VI                | 2                        | Гром — совершенный ум                               | 13—21        | Thund.                                | Текст, не укладывающийся в жанровые определения. Это самопрокламация женского (?) божества, экстатическое вещание, наподобие пророчества сивилл, скорее, подчинённое законам поэтического творчества. Ближайший аналог — литература премудрости и аретология Исиды. |
| 27                   | NHC-VI                | 3                        | Подлинное учение                                    | 23—35        | Auth. Teach.                          | Философский текст о судьбе души, её происхождении, падении и победе над материальным миром как спасения. По идеологической наполненности находится между гностицизмом и герметизмом, не может быть отнесён к конкретному жанру. |
| 28                   | NHC-VI                | 4                        | Мысль нашей великой силы                            | 36—48        | Great Pow.                            | Название в конце сочинения. Откровение о трёх эонах: плотском, который закончился потопом, и психическом, когда явился Спаситель, будущем, когда наступит мир. |
| 29                   | NHC-VI                | 5                        | Фрагмент 588a—589b трактата Платона «Государство»   | 48—51        | Plato Rep.                            | Текст о несправедливости в очень плохом переводе. |
| 30                   | NHC-VI                | 6                        | Рассуждения о восьмёрке и девятке                   | 52—63        | Dis. 8—9                              | Название дано издателями. Герметический диалог, в котором учитель («отец») Гермес Трисмегист ведёт своего ученика («сына»} по ступеням духовного совершенствования к постижению смысла «восьмёрки» и «девятки». |
| 31                   | NHC-VI                | 7                        | Молитва благодарения                                | 63—65        | Pr. Thanks.                           | Герметическая молитва, известная и ранее как в греческом, так и в латинском варианте. |
| 32                   | NHC-VI                | 8                        | Асклепий                                            | 65—78        | Asklepius                             | Диалог Гермеса Трисмегиста с учеником Асклепием. Главы 21—29 утраченного греческого герметического трактата, известного по полному латинскому переводу. |
| 33                   | NHC-VII               | 1                        | Парафраз Сима                                       | 1—49         | Paraph. Shem                          | Название в начале трактата. Откровение на космологические и сотериологические темы, полученное Симом (возможно, не библейским) во время экстатического отделения его ума от тела от Дердекии — сына беспредельного света. |
| 34                   | NHC-VII               | 2                        | Второй трактат великого Сифа                        | 49—70        | Treat. Seth                           | Название в конце трактата. Откровение Иисуса Христа (вероятно, отождествляемого с Сифом), где Он повествует о нисхождении на землю, крестной смерти и возвращении в Плерому, давая всему этому толкование, скрытое от непосвящённых. |
| 35                   | NHC-VII               | 3                        | Гностический апокалипсис Петра                      | 70—84        | Apoc. Petr.                           | Рассказ о видениях апостола Пeтpa, смысл которых открывал ему Иисус при условии, что это останется в тайне. |
| 36                   | NHC-VII               | 4                        | Поучения Силуана                                    | 84—118       | Teach. Silv                           | Единственный в библиотеке памятник бесспорно христианского происхождения. Этический трактат, облеченный в форму поучений отца своему духовному сыну. |
| 37                   | NHC-VII               | 5                        | Три стелы Сифа                                      | 118—127      | Steles Seth                           | Сочинение в форме гимнов высшим божественным сущностям. Название в конце текста, начинается он словами «Откровение Досифея», но это имя больше нигде не упоминается в тексте. |
| 38                   | NHC-VIII              | 1                        | Зостриан                                            | 1—132        | Zost.                                 | Название в конце трактата. Откровения, полученные Зострианом от «ангела знания», и рассказ о последующих восхождениях героя через небесные миры-эоны. Это самый большой по объёму текст Библиотеки, и он же дошёл в худшем техническом состоянии. |
| 39                   | NHC-VIII              | 2                        | Послание Петра Филиппу                              | 132—140      | Ep. Pet. Phil.                        | Название в начале текста. Из 9 страниц сочинения, собственно, послание занимает одну. Остальное представляет собой часть апокрифических деяний апостолов, беседующих с воскресшим Иисусом. |
| 40                   | NHC-IX                | 1                        | Мельхиседек                                         | 1—27         | Melch.                                | Название в начале текста. Серия откровений об Иисусе Христе, полученных библейским Мельхиседеком от ангела. |
| 41                   | NHC-IX                | 2                        | Мысль Нории                                         | 27—29        | Norea                                 | Один из самых кратких текстов Библиотеки — всего 52 строки; название дано издателем по фразе в конце. Молитвенное обращение, возможно, написанное женщиной. |
| 42                   | NHC-IX                | 3                        | Свидетельство истины                                | 29—74        | Testim. Truth.                        | Название дано издателем. Обращение к избранным о сущности истины, содержащее явную полемику с церковным христианством. |
| 43                   | NHC-X                 | 1                        | Марсан                                              | 1—68         | Marsanes                              | Название в конце текста. Видение пророка Марсана во время экстатического восхождения на небеса, о сущности Бога, возможности Его постижения и мистическом значении букв. |
| 44                   | NHC-XI                | 1                        | Объяснение знания                                   | 1—21         | Interp. Know.                         | Название в конце текста. Проповедь христианского гностического автора о необходимости морального совершенствования. |
| 45                   | NHC-XI                | 2                        | Валентинианское учение                              | 22—40        | Val. Exp.                             | Пять фрагментов валентинианского философского трактата о помазании (On Anoint), крещении (On Bap. A & B) и евхаристии (On Euch. A & B). |
| 46                   | NHC-XI                | 3                        | Аллоген                                             | 40—44        | Allogenes                             | Название в конце трактата. Рассказ Аллогена (под которым могли понимать Сифа) об откровении, полученном от ангела Иуиля, и о восхождении к небесным сущностям. |
| 47                   | NHC-XI                | 4                        | Гипсифрона                                          | 45—69        | Hypsiph.                              | Название в начале текста, который очень плохо сохранился. Книга видений некой Гипсифроны. |
| 48                   | NHC-XII               | 1                        | Изречения Секста                                    | 15—16, 27—34 | Sext                                  | Сборник, относящийся к жанру литературы премудрости. |
| 49                   | NHC-XII               | 2                        | Евангелие Истины                                    |              | Gos. Truth                            | Второй экземпляр, от которого осталось лишь несколько фрагментов на другом диалекте коптского языка. |
| 50                   | NHC-XII               | 3                        | Фрагменты                                           |              | Frm.                                  | Всего от тома сохранилось 10 страниц с фрагментами 15 текстов, из которых опознаны лишь два, указанных выше. |
| 51                   | NHC-XIII              | 1                        | Троевидная Протенойя                                | 35—50        | Trim. Prot.                           | «Первомысль в трёх образах». Трактат, по целому ряду позиций сходный с «Апокрифом Иоанна». |
| 52                   | NHC-XIII              | 2                        | Трактат о происхождении мира                        |              | Orig. World                           | Десять строк, открывающих текст. |
|                      | NHC-XIII              |                          | Фрагменты                                           |              |                                       | Всего том содержит 16 сильно фрагментированных страниц. Идентифицированы два текста. |

### Религиозная принадлежность текстов
В современной историографии тексты из Наг-Хаммади принято рассматривать как единое целое — не с позиции содержания, а с точки зрения того, что рукописи к моменту захоронения составляли целостное собрание. Однако, судя по содержанию рукописей и наличию дублетов, едва ли всё это большое рукописное собрание с самого начала возникло в одном месте или было заказано переписчикам одновременно. Вполне возможно, что рукописи или целые группы рукописей имели разных владельцев.
Ещё более сложен вопрос о классификации текстов Библиотеки с точки зрения религиозной принадлежности. Существует несколько классификаций, значительно отличающихся друг от друга. Это, с одной стороны, определяется учёными пристрастиями исследователей, с другой — степенью изученности того или иного текста; последнее обстоятельство зачастую приводило к необходимости изменять место того или иного трактата в классификации. По А. Л. Хосроеву, ни к христианству, ни к гностицизму не имеют отношения: отрывок «Государства» Платона (VI. 5), три герметических текста (VI. 6, 7, 8).

#### Александрийское и сирийское христианство
Четыре текста: «Толкование о душе» (NHC II. 6), «Подлинное учение» (VI. 3), «Поучения Силуана» (VII. 4) и «Изречения Секста» (ХII. 1) относятся к александрийскому христианству. «Деяния Петра» (VI. 1) являются представителями жанра апокрифических деяний апостолов; вероятно, сюда же следует причислить «Апокриф Иакова» (I. 2); последний А. Л. Хосроев, исходя из состава сборника, определял как «маргинально гностический» текст. «Евангелие от Фомы», созданное в восточносирийской церковной среде, следует определять как эзотерическое и энкратическое, то есть крайне аскетическое. Религиозная природа «Фомы Атлета» (II. 7) и «Грома» (NHC VI. 2) вообще не поддаётся определению.

#### Гностические тексты
Прочие тексты обобщённо именуются гностическими, но при этом единственной возможностью установить принадлежность текста той или иной гностической группе являются свидетельства античных ересиологов. При этом уже первые исследователи Библиотеки (Курт Рудольф) отмечали, что к этим свидетельствам следует относиться с осторожностью, вдобавок, сложность текстов иногда вообще не позволяет выстраивать никакой классификации. По А. Л. Хосроеву, по крайней мере, полдюжины текстов относятся к разным направлениям валентинианства: I. 1; I. 3 и XII. 2; I. 4; I. 5; II. 3; XI. 1; XI. 2. Многие исследователи расширяют этот перечень. Во всех этих текстах отражается или подразумевается валентинианский миф о невыразимом Отце и его Плероме, о падении Софии-Ахамоф, о создании Демиурга, и т. д.
Следующая группа, к которой относятся почти два десятка текстов, относятся к мифологической системе гностицизма, которую описал Ириней Лионский (Adv. haer. 1. 29-30). Уже в древности эти сочинения, а затем и учения именовались сифианством. Этот термин ввёл в широкое обращение Ганс-Мартин Шёнке в 1974 году. Сюда относятся «Апокриф Иоанна» (II. 1; III. 1; IV. 1), «Евангелие Египтян» (III. 2; IV. 2), «Апокалипсис Адама» (V. 5), «Три стелы Сифа» (VII. 5), и так далее (II. 4; VIII. 1; IX. 1; IX. 2; Х. 1; XI. 3; ХIII. 1). По мнению сторонников этой классификации, Сиф — третий сын Адама и Евы, играл в этих текстах центральную роль, поскольку за ним признавалось небесное происхождение. В большинстве этих текстов гностики выступают как «духовное семя Сифа», а сам Сиф, получатель божественного откровения, как их прародитель и даже Христос. В сифианских текстах встречается стройный набор мифологем, правда, не фигурирующих в комплексе в составе одного текста. По этой причине А. Л. Хосроев указывал, что и валентиниане учили о трёх разновидностях людей — потомков Каина, Авеля и Сифа, и что сифианства как канона и общины никогда не существовало, в отличие от некоторых других ветвей валентинианства. Взамен он предлагал термин «мифологический гностицизм».

#### Неклассифицируемые тексты
Остальные тексты могут быть классифицированы с позиции их религиозной принадлежности с большим трудом. Например, «Диалог Спасителя» (III. 5), оба «Апокрифа Иакова» (V. 3 и V. 4), «Апокалипсис Павла» (V. 2), «Мысль силы» (VI. 4), «Послание Петра» (VIII. 2) А. Л. Хосроев называл христианскими апокрифическими текстами с (иногда многочисленными) гностическими мотивами. Существуют также тексты (II, 5; VII. 1) в которых различные — не только гностические — традиции переплелись так, что выделить доминирующую не представляется возможным. Наиболее загадочным здесь является «Парафраз Сима», в котором христианские мотивы завуалированы чрезвычайно аллегорическим языком. Единственное имя, названное здесь прямо, — это содомиты, которые показаны праведниками. Потоп и вода вообще в этом контексте несут чрезвычайно негативную оценку, поскольку потоп наслан на человечество, чтобы забрать у него свет и веру, и лишь содомитам Сиф должен возвестить своё «универсальное» (др.-греч. καθολική) учение. Соответственно, те, кто практикует крещение в воде, в том числе Иоанн Креститель, оцениваются крайне негативно, чуть ли не как «демоны». Представления о Христе здесь крайне докетические.
Несколько текстов Библиотеки являются полемическими и прямо направленными против церковного христианства. Таковы «Второй трактат великого Сифа» (VII. 2), «Апокалипсис Петра» (VII. 3), «Свидетельство Истины» (IX. 3), «Аллоген» (XI, 3). Объединение по признаку «полемичности» само по себе ничего не говорит о религиозной
принадлежности сочинения. Так, «Второй трактат великого Сифа» и «Апокалипсис Петра» могут относиться к василидианству (поскольку одинаково трактуют события распятия Иисуса), а «Аллоген» — валентинианству.

#### Принципы составления кодексов
Принципы отбора сочинений в те или иные кодексы остаются дискуссионными. В некоторых случаях (см. ниже) отбор сочинения диктовался наличием свободного места в уже переписанной рукописи. В ряде случаев можно уверенно определять тематическую подборку. Так, в кодексе I четыре из пяти сочинений — валентинианские, а в кодексе V четыре из пяти сочинений — апокалипсисы, но относящиеся к разным религиозным направлениям. Серьёзное затруднение вызывает определение принципа отбора сочинений для кодексов VI и VII. В последнем связаны между собой «Второй трактат Сифа» и «Апокалипсис Петра», остальные три текста принадлежат к совершенно разным направлениям: от почти ортодоксального «Послания Силуана» до мифологических «Трёх стел Сифа». Совершенно непонятен отбор материала для кодекса II, в котором тексты принадлежат к несовместимым между собой учениям. А. Л. Хосроев отмечал:

…но мы ведь не знаем, а понимали ли те, кто собирал эти кодексы, что имеют дело с несовместимыми учениями, или для них всё, что они переписывали, было интересным просто как благочестивое и, разумеется, эзотерическое чтение.

Майкл Уильямс (1995) отмечал, что для древних книжников эти трактаты, по-видимому, казались значительно менее гетерогенными, чем для современных учёных, что, по-видимому, иллюстрирует подбор текстов.

## Технические особенности рукописей

### Кодикология и типология

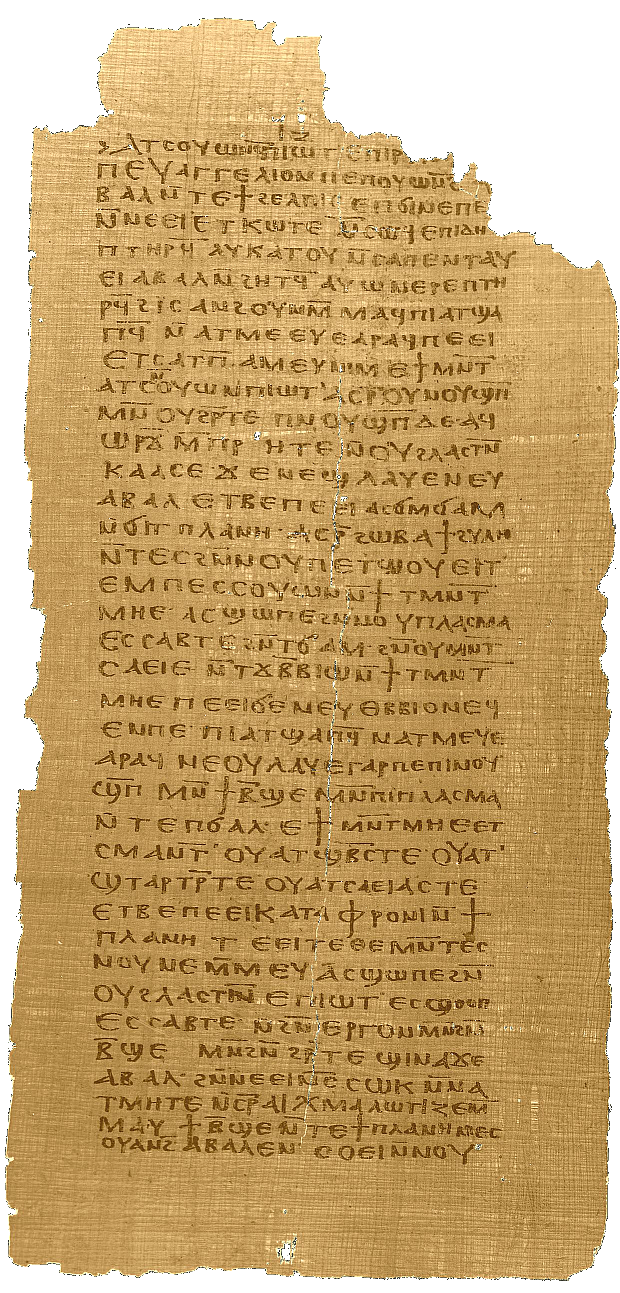
Страница 17 кодекса I с текстом «Евангелия Истины»

У кодексов I—XI сохранились современные эпохе их создания кожаные переплёты, изготовленные в разное время в разных мастерских. Переплётов лишены фрагментированные кодексы XII и XIII, причём первый из них вообще признаётся уникальным по своим характеристикам. Формат кодексов более или менее одинаков: в высоту от 29,8 см. (кодекс I) до 24 см. (кодекс IV), ширина страницы в каждом случае примерно равна половине высоты. Все кодексы, за исключением рукописи I — однотетрадные (кодекс I, предположительно, из четырёх тетрадей), во всех текст переписан в одну колонку на листе. Переплёты уникальны тем, что в усиливающих их картонажах были использованы ненужные к тому времени документы (картонажа не имеют кодексы II, III и X). Макулатура содержит 153 греческих и 19 коптских текстов. В переплётах кодексов VI и IX сохранились списки имён, предположительно, для налогообложения. На основе палеографических данных, они датированы рубежом III—IV веков. В картонажах кодексов IV, V, VIII сохранились, судя по очень большим числам, документы из правительственной канцелярии, датируемые IV веком. Сохранились также некие указы, обращённые жителям всей империи. В картонажах кодексов I, VII, XI сохранились не только греческие и коптские документы, но и обрывки греческих и коптских частных писем с явно монашеской лексикой, а также письмо монахам Сансну и Псату, и послание некоего Пафнутия «моему возлюбленному отцу Пахомию». Из этого можно сделать выводы по времени создания кодексов, а также предположить, что Библиотека состояла из трёх небольших книжных собраний, причём кодексы III и XII, по-видимому, к ним не принадлежали. Внутри так называемых «малых собраний» дублеты текстов не встречаются. Кодекс XIII был расчленён ещё в древности, причём вырезанные из него 8 листов, содержащие 10 строк «Трактата без названия» и страницы «Троевидной Протонойи» были помещены под крышку переплёта кодекса VI.
А. Л. Хосроев из технических особенностей кодексов делал вывод, что рукописи VI и IX, а также II и XIII происходили из одного скриптория, причём два последних кодекса явно были переписаны одним скрибом. Писцы, изготовившие рукописи обеих групп, принадлежали к разным школам. При этом указанные рукописи вскоре после создания оказались объединены в рамках одного книжного собрания (так называемое собрание «A»). Единое собрание («B») образовывали и кодексы IV, V, VIII, близкие по почеркам, переплётам и документам в картонажах. Почерки этой группы близки также кодексам VI и IX, вплоть до предположения, что они были изготовлены в одном скриптории. Существует предположение, что оба малых собрания были последовательно заказаны одним лицом или общиной в одном и том же скриптории. Об этом свидетельствует отсутствие дублетов в пяти рукописях. Напротив, кодексы I, VII, XI, сходные по переплётам и картонажам, представляют два разных диалекта коптского языка, и переписаны тремя копиистами разной квалификации, представлявшими разные писцовые школы. Рукопись III не имела отношения ни к одной из выделяемых групп и была изготовлена в совершенно другой мастерской.
Кодекс XII не может быть сопоставлен ни с одной из рукописей Наг-Хаммади. Хотя плачевное его состояние не позволяет точно реконструировать формат страниц и объём, его выделяет характерная особенность. При нарезании листов папируса и укладке их в тетрадную стопку, в остальных кодексах Библиотеки изготовители следили, чтобы сторона recto (с горизонтальным направлением волокон папируса) смотрела вверх. Такая стопка, согнутая пополам, образовывала тетрадь, у которой первая и все нечётные страницы имели вертикальное расположение волокон (verso), а вторая и все чётные — горизонтальное. В кодексе XII листы расположены в чередующемся порядке, в результате которого правая и левая страницы разворота имели одинаковое расположение волокон.

### Писцы. Проблема палеографической датировки
Первый исследователь почерков Библиотеки Жан Доресс установил, что над 13 кодексами трудилось 9 переписчиков, причём все почерки делились на 4 группы. Мартин Краузе в своём исследовании сократил число писцов до 8, однако Джеймс Робинсон оспорил оба этих вывода. Стивен Эммель довёл число писцов до 14, но отмечал, что их число можно сократить до 8. А. Л. Хосроев пришёл к выводу, что в кодексах Библиотеки можно выделить 8 почерков:
1. Кодексы IV, V, VI, VIII и IX вполне могли быть выполнены одним переписчиком;
2. Кодексы II и XIII также выполнены одним переписчиком;
3. Кодекс X и восемь строк из кодекса II (47.1 — 8) выполнены двумя разными (?) людьми из одной писцовой школы;
4. Кодекс VII и два последних трактата кодекса XI выполнены одним лицом;
5. Четвёртый трактат кодекса I и два первых трактата кодекса XI выполнены одной рукой;
6. Трактаты 1, 2, 3, 5 кодекса I;
7. Кодекс III;
8. Кодекс XII.

На основе анализа групп почерков делаются попытки выделить скриптории. Принимая во внимание, что в одном кодексе находятся трактаты, переписанные разными почерками, можно предположить, что в одном скриптории работали представители разных школ:
1. Скрипторий 1: кодексы IV, V, VI, VIII и IX — почерки одной школы;
2. Скрипторий 2: кодексы II, XIII и X — почерки двух школ;
3. Скрипторий 3: кодексы I, VII и XI — почерки трёх школ;
4. Скрипторий 4: кодекс III;
5. Скрипторий 5: кодекс XII.

Датированные коптские рукописи появились поздно, старейшая относится к 822—823 годам. Для датировки коптских почерков приходится использовать греческие палеографические данные, как наилучшим образом изученные. Однако, поскольку для подавляющего большинства коптских рукописей отсутствует информация по времени и месту не только создания, но и находки, все данные весьма приблизительны. Вдобавок, в провинциальных скрипториях инновации в способах письма могли внедряться с большим опозданием или переписчик сознательно мог подражать древним образцам. До прочтения документов из картонажей исследователям приходилось работать только с палеографией текстов Библиотеки, поэтому датировки могли давать диапазон от конца III века до периода после 391 года. Документы картонажей кодекса VII имеют абсолютную датировку, а именно: 20 ноября 341 года, 21 ноября 346 года и 7 октября (?) 348 года, что и даёт terminus post quem. Рукописи, исполненные внутри малого собрания одним писцом, также демонстрируют небольшую эволюцию почерка, но с разбросом не более одного поколения. По данным Э. Тёрнера, в официальной делопроизводственной практике Римского Египта срок использования папируса в среднем составлял 25 лет. В картонаже кодекса V сохранился документ с упоминанием двух наместничеств Фиваиды и должности «экзактора», что даёт примерный разброс между 298—323 годами, когда существовало это административное деление и должность. Добавив усреднённые 25 лет, получается промежуток между серединой и третьей четвертью IV века для всех кодексов Библиотеки. Это хорошо соотносится с мнениями большинства палеографов, датировки которых также не выходят за границы IV века.

### Методы переписки
Об особенностях работы над кодексами свидетельствует писцовая запись (VI, 65.8 — 14), относящаяся к «Асклепию». Переписчик обращался к заказчику, извиняясь за то, что лишённый возможности встретиться, на свой страх и риск заполнил пустое место в кодексе текстом, который не был заранее оговорён. В этом кодексе, в среднем, текст занимает 32 строки на странице, однако на странице 63 строк уже 36 (скриб стал экономить место), на странице 65 — строк 38, из которых 7 — указанная писцовая запись, буквы в которой в полтора раза меньше, чем в копируемых текстах. На последней странице 78 переписчику, чтобы уместить весь текст, пришлось уплотнять его до 43 строк. По предположению А. Л. Хосроева, к моменту работы над страницей 63 писцу попалось некое герметическое сочинение или сборник, который он и решился переписать на оставшихся в его заказе чистых страницах. Переписчик был уверен, что его заказчики располагают и другими герметическими текстами, а поскольку в рукописи представлены христианско-гностические трактаты, заказчик, по-видимому, представлял некую религиозную общину или семью. В случае с кодексом II, история, по-видимому, была ещё сложнее: рукопись, с которой делалась копия, была иного формата и объёма, чем незаполненный кодекс. В этом случае переписчик даже не знал заранее, как он использует оставшиеся чистыми листы, и ему предстояло найти подходящий по величине текст. Тексты 1—6 были в первоначальной рукописи. Это доказывается отсутствием любых попыток экономить пространство папируса. После окончания работы незаполненными остались 8 страниц, чтобы занять их, писцом был избран (или предложен) текст «Фомы Атлета». Скриб был настолько опытен, что рассчитал до самого конца кодекса одинаковую плотность текста на каждой странице. Разные источники копирования дополнительно подтверждаются тем, что в текстах 1—6 слова используются только в полной форме, тогда как в «Фоме Атлете» присутствуют nomina sacra.
В кодексах I и II текст явно выполнялся разными писцами. Так, в кодексе II строки 1—8 на странице 47 явно переписаны другим почерком, более расточительным. Первый писец умещал в строке 24—26 букв, второй — только 18—22, причём в восьми переписанных строках допустил две ошибки. Они также использовали разную пунктуацию: второй переписчик переносы слов обозначал двоеточием, в то время как переписчик основного текста ставил косой штрих. Из этого А. Л. Хосроев делал вывод, что первый переписчик по той или иной причине прервал работу, рукопись отдали другому скрибу «на пробу», но убедившись в расточительности и низком качестве работы, вернули первому исполнителю. В кодексе I тексты 1, 2, 3, 5 переписаны одной рукой, а текст 4 — другой. Писцы не только демонстрировали разные почерки, но и вариативность орфографии, что проявлялось в использовании надстрочных черт над предлогами. Все страницы, исполненные первым переписчиком, в кодексе I пронумерованы, тогда как второй скриб, начавший работу в середине первой тетради, страницы не нумеровал. Особенности работы свидетельствуют, что в начале работы ещё не был определён набор копируемых текстов, а листы не были заранее переплетены. Поскольку «Трёхчастный трактат» объёмен — 88 страниц — это привело к тому, что рукопись пришлось наращивать дополнительными тетрадями: почерк был очень расточительным. Первый переписчик при этом был дилетантом или учеником: у него неустойчивый почерк, буквы разной величины, и он допускал множество ошибок, а также, вероятно, пытался точно воспроизвести число строк и знаков копируемой рукописи. Второй писец (текста 4) — профессионал: он практически не допускал ошибок, и искусно располагал свой материал в отведённом ему объёме. Поскольку листы не были переплетены заранее и объёмный заказ делился между разными писцами, скорее всего, заказ исполнялся в скриптории. Кодекс XI ещё более примечателен, поскольку два скриба работали на разных диалектах коптского языка — саидском и субахмимском. Вероятно, заказчик умел читать на обоих, а второй писец имел опыт воспроизведения именно субахмимских текстов.

## Владелец и читательская аудитория Библиотеки Наг-Хаммади

### Языковые особенности текстов из Наг-Хаммади
Все документы Библиотеки Наг-Хаммади являются переводными с греческого языка. Переводы выполнены на двух диалектах коптского языка: субахмимском (конкретно ликопольском) с влиянием саидского, и на саидском с влиянием субахмимского и бохайрского. Природа смешанных диалектов пока не раскрыта исследователями. Однако в картонаже кодекса VII обнаружены обрывки коптского перевода Библии (Быт. 32:5—21, Быт. 42:27—30 и Быт. 42:35—38), текст которого, хотя и древнее текстов Наг-Хаммади, записан на нормативном саидском диалекте. Такой же нормативный саидский диалект, без следов иных влияний, фиксируется в нескольких письмах из других картонажей. Частные письма из картонажей свидетельствуют, что они происходят только из Наг-Хаммади, и что в IV веке это был саидоязычный регион. Коптские диалекты имели не только географическое, но и социальное распространение, поскольку люди высокого статуса пользовались диалектами, имеющими надрегиональное распространение. Так, саидский диалект был языком общения коптов Верхнего Египта, а бохайрский — Дельты. Человек более скромного происхождения и положения использовал лишь региональный диалект, а простолюдины знали исключительно местные говоры.
Специалисты выделяют коптский язык как позднюю стадию развития египетского языка с момента, когда он стал письменным и на него стали переводиться библейские книги. Точные стандартизированные традиции библейского перевода на коптский язык, свидетельствуют, что это был результат целенаправленной работы двуязычных людей, имена которых совершенно неизвестны. Коптский письменный язык изначально предназначался для переводов с греческого, это был книжный язык, не предназначенный для повседневных нужд и общения. Примерно к концу III века в Египте существовало, по меньшей мере, две переводческие школы — саидская и бохайрская, вероятно, находившиеся под контролем и опекой церкви. Только эти условия объясняют высочайшую степень унифицированности коптских библейских переводов. Однако далеко не все египетские христиане принадлежали к официальной церкви, но решительно все нуждались в священных и назидательных текстах. В результате возникла неофициальная переводческая деятельность, которая включала не только самостоятельно выполненные переводы священных текстов, но и таких, что воспринимались как еретические. Переводы разнообразных общин были неподконтрольны центральной цензуре, разнообразнее был и репертуар текстов, которые переводились и переписывались полупрофессионалами и с плохих оригиналов. В такой ситуации в провинции сохранялись, тиражировались и распространялись тексты, испорченные в результате передачи или отвергнутые церковью, уходя за пределы ареала диалекта, в котором создавались. При переписке текстов носителями другого диалекта возникал причудливый книжный язык, что подтверждается папирусами Бодмера, содержащими тексты на бохайрском, саидском и субахмимском диалектах коптского языка.
По А. Л. Хосроеву, тексты Наг-Хаммади изначально были переведены и переписаны не в месте их находки. Когда, например, саидские тексты, или тексты, долго бытовавшие в саидском языковом регионе, попадали в иное языковое окружение, переписчики автоматически переделывали текст, «улучшали» его под привычную им языковую норму. Провинциальные переписчики, чаще всего, не были профессиональными филологами или переводчиками, в отличие от церковных справщиков, имеющих соответствующее образование, словари и грамматические пособия. Э. Тёрнер полагал, что по крайней мере три из текстов Библиотеки были саидской правкой бохайрского текста, — это «Стела Сифа», «Зостриан» и «Аллоген». Аналогичные особенности можно идентифицировать также во втором трактате Сифа, «Апокалипсисе Петра» и «Послании Петра». Возможно, правка происходила по мере продвижения рукописей с этими текстами с севера на юг Египта. Каждая последующая рукопись совершенно не обязательно точно воспроизводила состав копируемого оригинала, вдобавок, каждое произведение обязательно имело свою собственную текстологическую историю, независимую от данной конкретной рукописи. В кодексе IV существуют сочинения, представляющие принципиально разные переводческие школы и рукописные традиции. Так, язык «Евангелия от Египтян» — довольно чистый саидский с некоторыми северными диалектными особенностями, тогда как саидский язык «Апокрифа Иоанна» содержит множество субахмимских особенностей. При этом отсутствуют следы влияния фаюмского или бохайрского диалекта. Версия текста в кодексе II оказывается той же самой, несмотря на то, что влияние субахмимского диалекта ощущается намного сильнее. Это доказывает, что переписанные в кодексе IV тексты были созданы разными переводчиками и существовали отдельно.
Текст «Фома Атлет», завершающий кодекс II, предположительно, был переписан с другой рукописи, нежели остальные сочинения. Это может быть доказано и языковыми особенностями. Язык трактата примечателен тем, что в нём отсутствует греческий союз ἵνα и перфектные формы, и многое другое, имеющееся в остальных текстах. Кодекс VII, судя по колофону и особенностям языка, был составлен из двух групп текстов (2, 3, 5 и 1, 4), переведённых в различных диалектных областях. Однако рукопись-оригинал, которую использовал писец, уже включала все пять этих текстов. Об этом свидетельствует плотность письменных знаков — скриб даже не пытался экономить место, напротив, плотность строк в конце рукописи сокращалась по сравнению с серединой.

### Владелец
На основании технических характеристик и языковых особенностей Библиотеки можно с достаточной степенью уверенности утверждать, что она была составлена из нескольких малых книжных собраний, принадлежавших неким малым общинам или семьям. Наличие дублетов указывает на то, что владельцы интересовались набором текстов примерно одной религиозной направленности. Кроме того, данные языка свидетельствуют, что тексты попадали в руки указанных групп примерно одинаковыми путями — из области распространения субахмимского диалекта. Однако на вопросы, когда именно и кем малые собрания были объединены в единую библиотеку и захоронены, надёжный ответ отсутствует. Возможно, что несколько книжных собраний стали собственностью большой общины; в этом случае следует допустить, что большая библиотека, не предназначенная для частного пользования, нуждается в дублетах. По другой версии, малые собрания были объединены только в момент, когда пришлось изъять соответствующие тексты из оборота, то есть Библиотека никогда не функционировала как публичное книжное собрание. В этом случае понятно, почему восемь листов из кодекса XIII оказались вложены в кодекс VI, и остались там же даже после объединения книг. Кодексы были изготовлены в непосредственной близости от места захоронения, но не одновременно; рукописи могли быть отделены друг от друга промежутком в поколение или больше. Определённо можно сказать, что книги были захоронены теми, для кого тексты были безусловно авторитетными, а не желающими избавиться от еретических сочинений.
В литературе о Библиотеке Наг-Хаммади существуют четыре основных мнения по вопросу, кому могли принадлежать книги и какая аудитория в коптской среде могла воспринимать полуфилософские тексты:
1. Гностическая (сифианская) община, так как множество текстов посвящены библейскому Сифу[49][50][51];
2. Человек или община, чьи взгляды были синкретическими[52];
3. Церковный христианин, планировавший писать антигностический трактат (это объясняет, почему в Библиотеке представлены тексты разных направлений гностицизма)[53][Прим 4];
4. Пахомианский монастырь. Вблизи Наг-Хаммади располагалось несколько монастырей, основанных Пахомием Великим (Хенобоскион в 5,3 км, а Пабау — в 8,7 км), а многие документы картонажей относились именно к монашеской среде. С 1970-х годов эта точка зрения стала господствующей, главным её апологетом был Р. Робинсон[54][55][56].

## Комментарии
1. ↑  Единственный кодекс, незаконно вывезенный из Египта. Название дано в честь К. Юнга и Юнговского института в Цюрихе[3].
2. ↑  При консервации кодексы были расшиты.
3. ↑  Термин А. Л. Хосроева. Его же синоним: «философизирующие»[48].
4. ↑  Однако Т. Сэве-Сэдерберг утверждал, что ересиологом (или ересиологами), скорее всего, были пахомиане, хотя исследователь считал сомнительным, чтобы они были достаточно образованными для решения такой сложной задачи[54].